# Fulvio Martusciello
Fulvio Martusciello (Napoli, 25 maggio 1968) è un politico italiano, dal 1º luglio 2014 europarlamentare per Forza Italia, di cui dal 12 ottobre 2022 è capodelegazione al Parlamento europeo.
È stato consigliere regionale della Campania dal 1995 al 2014 e assessore alle attività produttive nella giunta regionale della Campania di Stefano Caldoro dal 2013 al 2014.

## Biografia
Nato a Napoli, dove si laurea alla facoltà di giurisprudenza dell'Università degli Studi Federico II nel 1991 con 110 su 110. Successivamente nel 1993 ottiene l'abilitazione alla professione di avvocato e l'anno successivo la specializzazione in diritto civile.
Dal 1993 è dipendente della Banca d'Italia, con il profilo di coadiutore, mentre dal 1995 al 1999 è stato presidente della Scuola Regionale di Polizia Municipale.

## Attività politica

### Consigliere e Assessore regionale
Avvicinatosi alla politica in giovane età, con la discesa in campo nella politica di Silvio Berlusconi, aderisce a Forza Italia nel 1994, venendo nominato coordinatore provinciale di Benevento e mantenendo l'incarico sino al 2004, venendo eletto dal congresso provinciale nel 1997 con il 90% dei voti e nel 2000 con il 92%.
Alle elezioni regionali in Campania del 1995 viene candidato nel collegio regionale in quota Forza Italia, a sostegno del candidato di centro-destra Antonio Rastrelli, venendo, in seguito alla vittoria di Rastrelli, eletto in consiglio regionale della Campania, risultando il più giovane consigliere regionale a 26 anni, andando a ricoprire gli incarichi di vice-capogruppo del gruppo consiliare di Forza Italia (1995-1999), vicepresidente della Commissione per la Programmazione, l'Agricoltura, il Turismo e i Settori Produttivi (1995-2000) e presidente della Commissione regionale per le riforme(1999-2000).
Alle regionali campane del 2000 e poi del 2005 viene rieletto tra le liste di Forza Italia nella circoscrizione di Napoli, in entrambe le occasioni come consigliere più votato d'Italia con rispettivamente 31.879 e 36.452 preferenze, ricoprendo gli incarichi di presidente della Commissione di controllo sugli atti della Giunta regionale (2000-2005) e questore al personale del Consiglio regionale della Campania (2005-2010).
Nel 2009 aderisce alla confluenza di Forza Italia nel Popolo delle libertà (PdL), di cui dal 2009 ad ottobre 2012 è stato vice-coordinatore regionale del PdL in Campania, e con cui alle regionali campane del 2010 viene rieletto per la quarta volta in Consiglio regionale, tra le sue liste nella medesima circoscrizione con 27.822 preferenze, divenendo all'unanimità capogruppo del PdL.
Il 20 ottobre 2012 Martusciello viene nominato consigliere delegato alle attività produttive e sviluppo economico del presidente della Regione Campania Stefano Caldoro, ricoprendo il ruolo sino al termine della legislatura, divenendo successivamente assessore alle attività produttive nella sua giunta regionale della Campania.

### Elezione al Parlamento europeo
Il 16 novembre 2013, con la sospensione delle attività del Popolo della Libertà, aderisce alla rinascita di Forza Italia, con cui alle elezioni europee del 2014 si candida al Parlamento europeo, tra le sue liste nella circoscrizione Italia meridionale, risultando eletto europarlamentare con 89.501 preferenze. Nel corso del suo primo mandato è stato presidente della Delegazione per le relazioni con Israele.
A febbraio 2016 Silvio Berlusconi lo nomina Responsabile nazionale dei Difensori del Voto e commissario di Forza Italia ad Avellino.
Il 24 gennaio 2018 viene eletto Rappresentante del Parlamento europeo presso il Comitato Consultivo Statistico Europeo.

### Rielezione a Parlamento europeo
Alle elezioni europee del 2019 si ricandida come europarlamentare, tra le liste di Forza Italia nella medesima circoscrizione, venendo rieletto con 51.252 preferenze, grazie anche alla rinuncia di Berlusconi che opta per la circoscrizione Italia nord-occidentale.
A maggio 2020 viene nominato commissario provinciale di Benevento e coordinatore cittadino di Forza Italia.
Ad aprile 2021 viene nominato vice-coordinatore regionale di Forza Italia in Campania con delega alla città di Napoli, con delega alla città di Napoli, mentre a maggio dello stesso anno viene nominato commissario cittadino di Napoli, andando a gestire le elezioni amministrative di quell'anno, dove sotto la sua guida Forza Italia ottiene uno dei migliori risultati in Italia eleggendo ben 3 consiglieri comunali.
Già coordinatore regionale vicario di Forza Italia, il 3 agosto 2022 viene nominato da Berlusconi commissario regionale del partito, sostituendo il senatore uscente Domenico De Siano in vista delle elezioni politiche anticipate del 25 settembre.

### Capodelegazione di Forza Italia al Parlamento europeo

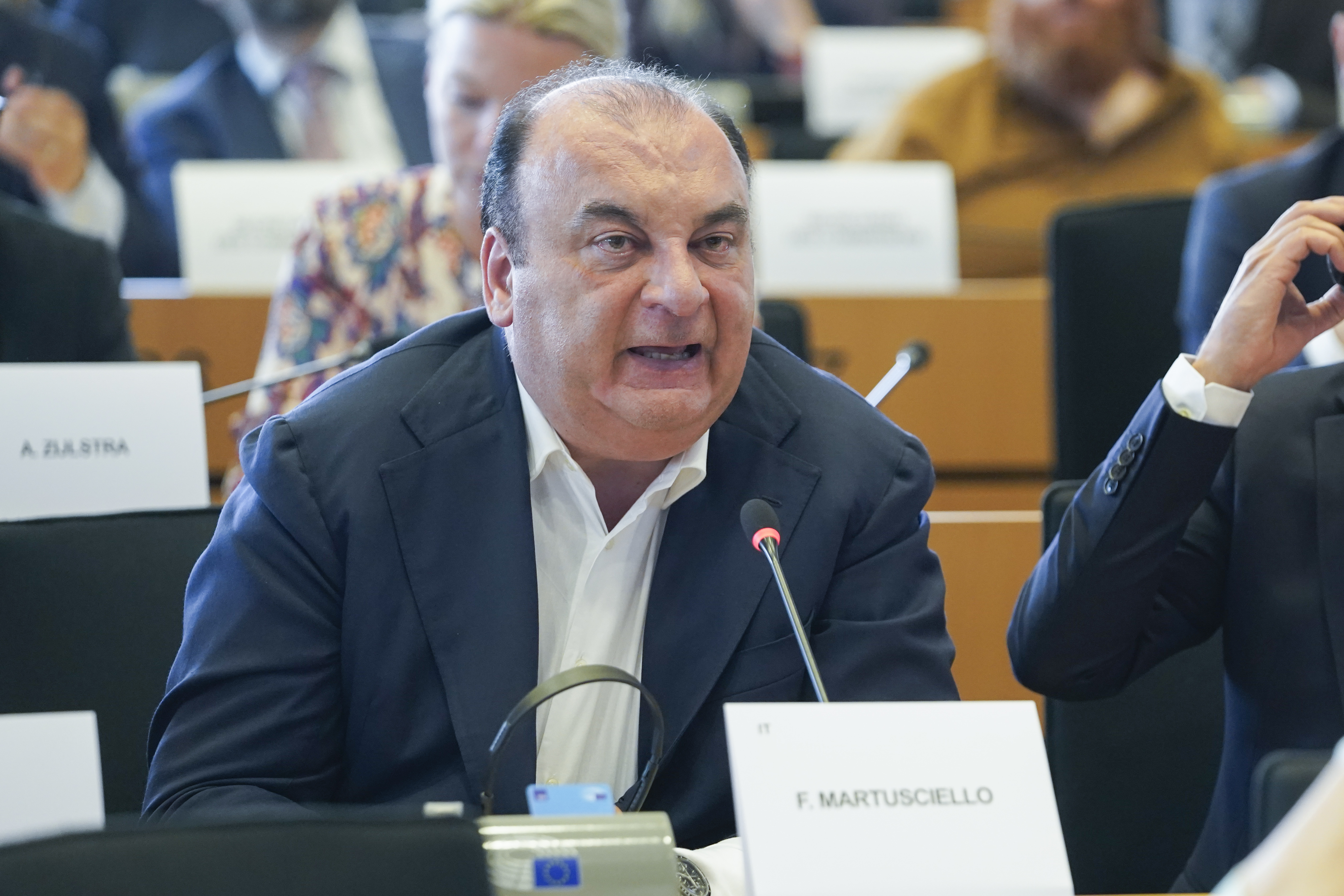
Martusciello durante la riunione costitutiva della commissione ITRE nel 2024.

Il 5 ottobre 2022 viene scelto come nuovo capodelegazione di Forza Italia al Parlamento europeo, al posto di Antonio Tajani eletto alla Camera.
Alle elezioni europee del 2024 si ricandida all'Europarlamento, tra le liste di Forza Italia - Noi moderati nella circoscrizione Italia meridionale, venendo eletto per la terza volta con 104.240 preferenze, secondo degli eletti dietro a Tajani. Il 18 giugno 2024 viene confermato all'unanimità capodelegazione di Forza Italia al Parlamento europeo. In Campania, la regione dov'è coordinatore regionale di Forza Italia, con l'11% si conferma una delle regioni più azzurre di Italia.
In vista delle elezioni regionali in Campania del 2025, avanza la possibilità di candidarsi alla presidenza della Regione per la coalizione di centro-destra, ottenendo l'appoggio del presidente del PPE Manfred Weber.

## Controversie
Il 13 marzo 2025 la giustizia belga ha comunicato che aveva aperto delle indagini sulle relazioni fra numerosi lobbisti che lavoravano per la società Huawei e alcuni parlamentari europei. Il 20 maggio la procura belga ha sporto denuncia contro 5 deputati europei e ha chiesto la revoca dell'immunità parlamentare per gli italiani Salvatore De Meo, Fulvio Martusciello e Giuseppina Princi, il maltese Daniel Attard, il bulgaro Nikola Minchev.